# 매개계
가환대수학에서, 매개계(媒介界, 영어: system of parameters 시스템 오브 파라미터즈[*], 약자 영어: s.o.p)는 국소 가환환 위의 ‘국소 좌표계’의 일종이다.:104–116, §14:234–236, §10.1 구체적으로, 매개계는 국소 가환환의 유일한 극대 아이디얼의 (충분히 큰 차수의) 거듭제곱을 생성하는 유한 부분 집합이며, 그 크기는 국소 가환환의 크룰 차원과 같다. 이 정의에서 극대 아이디얼 대신 그 거듭제곱을 생각하는 이유는 국소 가환환이 특이점의 근방을 나타내는 경우일 수 있기 때문이며, 정칙 국소환의 경우 극대 아이디얼 자체를 생성하는 매개계가 존재한다.

## 정의
다음이 주어졌다고 하자.
- 뇌터 국소 가환환 {\displaystyle (R,{\mathfrak {m}})}
- {\displaystyle R}-유한 생성 가군 {\displaystyle M}. 그 크룰 차원을 {\displaystyle \dim _{R}M=d}라고 하자.

이 경우, 다음 두 조건이 서로 동치이다.
- {\displaystyle \operatorname {length} M<\infty }
- 충분히 큰 양의 정수 {\displaystyle N}에 대하여, {\displaystyle {\mathfrak {m}}^{N}M=0}이다.

여기서 {\displaystyle \operatorname {length} (-)}는 가군의 길이이다.
그렇다면, 임의의 유한 집합인 부분 집합 {\displaystyle S\subseteq R}에 대하여, 만약
{\displaystyle \operatorname {length} {\frac {M}{SM}}<\infty }
이 된다면 {\displaystyle |S|\geq d}가 된다. 이를 포화시키는 부분 집합, 즉
{\displaystyle |S|=d}
{\displaystyle \operatorname {length} {\frac {M}{SM}}<\infty } (즉, {\displaystyle \exists N\in \mathbb {Z} ^{+}\colon {\mathfrak {m}}^{N}M\subseteq SM})
인 부분 집합 {\displaystyle S\subseteq R}를 {\displaystyle M}의 매개계라고 한다.
특히, {\displaystyle M=R}인 경우를 생각하자. 즉, 임의의 유한 집합인 부분 집합 {\displaystyle S\subseteq R}에 대하여, 만약
{\displaystyle \operatorname {length} M{(S)}<\infty } (즉, {\displaystyle \exists N\in \mathbb {Z} ^{+}\colon {\mathfrak {m}}^{N}\subseteq S})
라면,
{\displaystyle |S|\geq d}
이다. 이를 포화시키는 부분 집합, 즉
{\displaystyle |S|=d}
{\displaystyle \exists N\in \mathbb {Z} ^{+}\colon \exists N\in \mathbb {Z} ^{+}\colon {\mathfrak {m}}^{N}\subseteq S}
인 부분 집합 {\displaystyle S}를 {\displaystyle R}의 매개계라고 한다. 위 조건에서 만약 {\displaystyle N=1}으로 놓을 수 있다면, {\displaystyle S}를 정칙 매개계(正則媒介界, 영어: regular system of parameters)라고 한다.

## 성질
뇌터 국소 가환환에 대하여 다음 두 조건이 서로 동치이다.
- 정칙 국소환이다.
- 정칙 매개계를 갖는다.

뇌터 국소 가환환 {\displaystyle (R,{\mathfrak {m}})}에 대하여 다음 세 조건이 서로 동치이다.:Remark 2.2
- 코언-매콜리 국소환이다.
- 모든 매개계가 정칙열이다.
- 적어도 하나 이상의 매개계가 정칙열이다.

### 정칙 국소환
{\displaystyle d}차원 정칙 국소환 {\displaystyle (R,{\mathfrak {m}},\kappa =R/{\mathfrak {m}})}의 부분 집합 {\displaystyle S\subseteq {\mathfrak {m}}}에 대하여 다음 조건들이 서로 동치이다.:105, Theorem 14.2
- {\displaystyle S\subseteq S'}인 정칙 매개계 {\displaystyle S'\subseteq R}가 존재한다.
- {\displaystyle R/(S)}는 {\displaystyle d-|S|}차원 정칙 국소환이다.
- {\displaystyle \{s+{\mathfrak {m}}^{2}\colon s\in S\}\subseteq {\mathfrak {m}}/{\mathfrak {m}}^{2}}는 {\displaystyle \kappa }-벡터 공간인 자리스키 공변접공간 {\displaystyle {\mathfrak {m}}/{\mathfrak {m}}^{2}} 속에서 선형 독립이다.

### 독립성
{\displaystyle d}차원 정칙 국소환 {\displaystyle (R,{\mathfrak {m}},\kappa =R/{\mathfrak {m}})}의 매개계 {\displaystyle (r_{1},\dotsc ,r_{d})}가 주어졌다고 하자. 임의의 {\displaystyle R}계수 {\displaystyle k}차 동차 다항식
{\displaystyle p\in R[x_{1},\dotsc ,x_{d}]}
에 대하여, 만약
{\displaystyle p(r_{1},\dotsc ,r_{d})=0}
이라면, {\displaystyle p}의 모든 계수는 {\displaystyle {\mathfrak {m}}}에 속한다.:107, Theorem 14.5 (즉, {\displaystyle p}의 {\displaystyle \kappa [x_{1},\dotsc ,x_{d}]} 속의 상이 0이다.)

## 예
아르틴(즉, 0차원) 국소 가환환 {\displaystyle (R,{\mathfrak {m}})}의 경우, 매개계는 공집합이다. 이 경우 극대 아이디얼 {\displaystyle {\mathfrak {m}}}은 멱영 아이디얼이다. (예를 들어, 소수 {\displaystyle p}에 대하여 국소 가환환 {\displaystyle R=\mathbb {Z} /(p^{d})}가 이에 해당한다.) 이 경우, {\displaystyle R}가 정칙 국소환인지 여부는 {\displaystyle R}가 체인지 여부와 동치이다. (체의 경우 {\displaystyle {\mathfrak {m}}=(0)}이므로, 공집합이 정칙 매개계를 이룬다.)
체 {\displaystyle K} 위의 아핀 평면 {\displaystyle K[x,y]}의 원점에서의 국소환 {\displaystyle K[x,y]_{(x,y)}}을 생각하자. 이는 2차원 정칙 국소환이다. 이 경우
{\displaystyle \{x,y\}\subset K[x,y]_{(x,y)}}
는 정칙 매개계이다. 보다 일반적으로, 임의의
{\displaystyle {\begin{pmatrix}a&b\\c&d\end{pmatrix}}\in \operatorname {GL} (2;K)}
에 대하여
{\displaystyle \{ax+cy,bx+dy\}}
역시 정칙 매개계이다.
반면, 
{\displaystyle \{x,y^{2}-x\}\subset K[x,y]_{(x,y)}}
는 정칙 매개계가 아닌 매개계이다.:235, Figure 10.2 이 경우
{\displaystyle {\mathfrak {m}}=(x,y)\not \subseteq (x,y^{2}-x)}
{\displaystyle {\mathfrak {m}}^{2}=(x^{2},xy,y^{2})\subsetneq (x,y^{2}-x)}
이다.
정수환의 소수 {\displaystyle p}에서의 국소화 {\displaystyle \mathbb {Z} _{(p)}}를 생각하자. 이는 1차원 국소 가환환이며, 그 극대 아이디얼은 {\displaystyle p}로 생성되는 주 아이디얼이다. 따라서 {\displaystyle \{p\}}는 정칙 매개계를 이룬다. 보다 일반적으로, {\displaystyle p}와 서로소인 임의의 0이 아닌 정수 {\displaystyle a}에 대하여 {\displaystyle \{ap\}}는 {\displaystyle \mathbb {Z} _{(p)}}의 정칙 매개계이다. 또한, 2 이상의 양의 정수 {\displaystyle k}에 대하여 {\displaystyle \{ap^{k}\}}는 {\displaystyle \mathbb {Z} _{(p)}}의 정칙 매개계이지만, 이는 매개계가 아니다.

## 역사
국소환의 개념을 볼프강 크룰이 1938년에 도입한 뒤, 이미 1943년에 클로드 슈발레가 매개계의 개념을 사용하였다.:701, Definition Ⅲ.2
매개계의 개념에 대하여 데이비드 아이젠버드는 다음과 같이 적었다.
| “ | 기하학적으로, 만약 {\displaystyle R}가 대수다양체 {\displaystyle X}의 점 {\displaystyle p}의 국소환이라면, {\displaystyle R} 위의 매개계는 일종의 {\displaystyle p} 근처의 국소 좌표계이다. 즉, [매개계의 원소인] 함수 {\displaystyle x_{i}}들의 값들은 {\displaystyle p} 근처의 점을 거의 결정하며, 같은 {\displaystyle x_{i}}들의 값을 갖는 점들은 유한하다. Geometrically, if {\displaystyle R} is the local ring of a point {\displaystyle p} on an algebraic variety {\displaystyle X}, a system of parameters in {\displaystyle R} is a sort of local coordinate system for {\displaystyle X} around {\displaystyle p}, in the sense that the values of the functions {\displaystyle x_{i}} determine points near {\displaystyle p} up to a finite ambiguity […] | ” |
|   | — :235, §10.1 |   |

## 참고 문헌
1. 1 2 3  Matsumura, Hideyuki (1989년 6월). 《Commutative ring theory》. Cambridge Studies in Advanced Mathematics (영어) 8. 번역 Reid, Miles 2판. Cambridge University Press. doi:10.1017/CBO9781139171762. ISBN 978-0-521-36764-6. MR 1011461.
2. 1 2 3  Eisenbud, David (1995). 《Commutative algebra with a view toward algebraic geometry》. Graduate Texts in Mathematics (영어) 150. Springer-Verlag. doi:10.1007/978-1-4612-5350-1. ISBN 978-0-387-94269-8. ISSN 0072-5285. MR 1322960. Zbl 0819.13001.
3. ↑  Huneke, Craig. “Hyman Bass and ubiquity: Gorenstein rings” (영어). arXiv:math/0209199.
4. ↑  Chevalley, Claude (1943년 10월). “On the theory of local rings”. 《Annals of Mathematics》 (영어) 44 (4): 690–708. doi:10.2307/1969105. JSTOR 1969105.